# Austrolimnophila diacanthophora
Austrolimnophila diacanthophora är en tvåvingeart som beskrevs av Alexander 1962. Austrolimnophila diacanthophora ingår i släktet Austrolimnophila och familjen småharkrankar. Inga underarter finns listade i Catalogue of Life.